# Psilopterus colzecus
Psilopterus colzecus is een uitgestorven vogelsoort uit de familie van de schrikvogels (Phorusrhacidae). De soort is bekend van fossiele resten die gevonden zijn in de Arroyo Chasicó Formation, een formatie uit het late mioceen (tussen de 7 en de 5 miljoen jaar oud) in de provincie Buenos Aires van Argentinië. Het is de jongst bekende soort van het geslacht. De naam en beschrijving werden in 1988 gepubliceerd door Eduardo Tonni en Claudia Tambussi.

## Beschrijving
Psilopterus colzecus is de jongst bekende soort van Psilopterus en ongeveer even groot als Psilopterus lemoinei. De opmerkelijkste verschillen met de andere soorten van het geslacht zitten in details in de trochlea (de 'knokkel') van de tarsometatarsus.

### Gevonden materiaal
Psilopterus colzecus is bekend van een enkel exemplaar, het holotype MLP-76-VI-12-2, waarvan een redelijk groot deel van het skelet behouden is. Het werd gevonden in de Arroyo Chasicó Formatie in Argentinië.

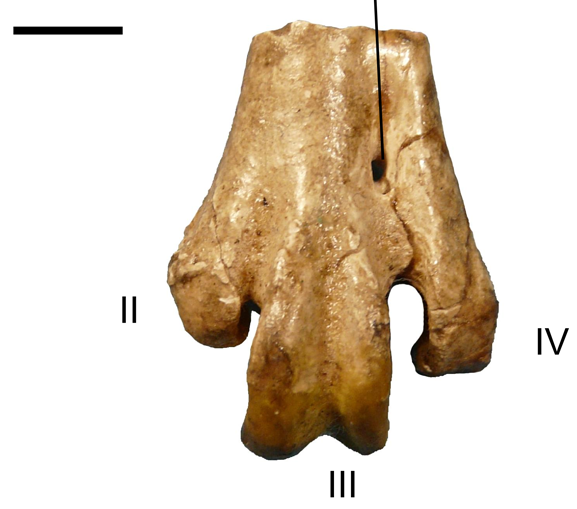
Vooraanzicht van de tarsometatarsus van P. colzecus. De streep heeft een lengte van 1 cm
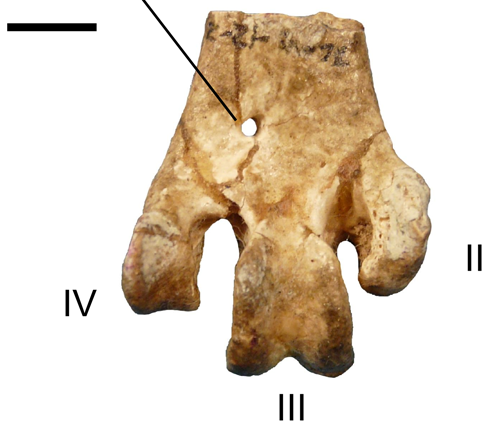
Achteraanzicht
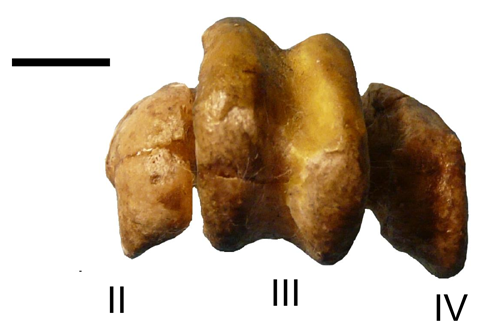
Onderaanzicht